# Hugues IV de Bassigny
Hugues († 25/08/961), "Consanguineus" du roi Lothaire, fut comte de Bolenois et de Bassigny, fils de Roger II de Laon, inhumé à Saint-Remi de Reims.

## Biographie
Hugues vivait du temps de Louis IV d'Outremer. À la mort de son père, en 942, il devient de par sa mère, comte du Bassigny et du Bolenois.
En 961, il fait don, en présence du roi Lothaire (qui venait d’assiéger Dijon avec Brunon de Cologne), de la curtis de Condes pour être inhumé à saint Rémi de Reims et lègue le Val-de-Rognon aux chanoines. Puis il meurt la même année.